# جبال المسمى
سلسلة جبال المسمى تسمى قديما  سلسلة جبال محجر، هي سلسلة جبال ممتدة من (جبل العرقوب) جنوبا حتى النفود الكبير (عالج) شمالا. وتعتبر من ضمن سلسلة جبال منطقة حائل.

## المعلقات
قال أبو زياد كما في شرح المعلقات للتبريزي
(محجر جبل حوله رمل حجر به).
نقل البكري (أن كل جبل أزَّرَه رمل فهو محجر)، ولهذا فإن هذا الاسم يطلق على جبال ومواضع كثير، وهو الذي ذكره لبيد بقوله لأنه ذكر معه في البيت الجبلين وفردة ورجامها.
- قال فيه بشر بن أبي خازم الأسدي:

معاليـة لا هـم إلا محجـر وحرةُ ليلى السهلُ منها فلوبُها
- وهو الذي أورد فيه الهجري قول الشاعر:

ألا إن برقا لاح بين محجر وبين اللوى برق لعيني شائقُ
- وهو الذي جرى فيه يوم لطي على غَنِي فقال فيه زيد الخيل الطائي:

نحن صَبَحْناهم غداة محجر بالخيل محقبة على الأبدانِ
وقال أيضا:
قتلنا غنيا يوم سفح مُحَجّر مجاهرة نفسي فداء مجاهرِ
- وقال طفيل الغنوي

وهن الألى أدركن تَبْلَ محجر وقد جعلت تلك التنابيل تنشبُ
- قال علامة الجزيرة حمد الجاسر

إن كل الأوصاف المتقدمة تنطبق على جبل يدعى المِسْمَى بكسر الميم وسكون السين وفتح الميم الثانية والف مقصورة.